# HMS Vestal (1779)
HMS Vestal (1779) — 28-пушечный фрегат 6 ранга Королевского флота. Третий британский корабль под названием Vestal.

## Постройка
Когда в конце 1770-х годов возобновилась постройка фрегатов типа Enterprise, консервативный Джон Уильямс не видел нужды переделывать проект 1770 года (одобренный 3 января 1771 года). В 1776−1778 годах были заказаны 15 кораблей. Еще 7 последовали в 1782−1783. За эти же годы были заказаны только два 28-пушечных фрегата по другим проектам, возродившие тип Coventry.
Vestal заказан 18 марта 1778 года. Заложен 1 мая 1778 года. Спущен на воду в 24 декабря 1779 года на частной верфи Robert (& John) Batson в Лаймхаус. Достроен и обшит медью 25 февраля 1780 года на королевской верфи в Дептфорде.

## Служба

### Американская революционная война
1779 — вступил в строй в ноябре, капитан Джордж Кеппель (англ. George Keppel).
1780 — 10 апреля ушел на Ньюфаундленд; 10 сентября совместно со шлюпом HMS Fairy взял 16-пушечный американский приватир Phoenix и пакетбот Mercury; сентябрь(?) капитан Джордж Беркли (англ. George Berkeley).
1781 — 11 марта ушел на Ньюфаундленд; позже в операции по снабжению осажденного Гибралтара; 2 сентября совместно с HMS Portland и HMS Aeolus взял 16-пушечный Disdain; 30 декабря взял испанский Nuestra Señora de los Dolores.
1782 — капитан Уильям Фокс (англ. William Fox); 17 апреля ушел в Северную Америку; с эскадрой Эльфинстона действовал в заливе Делавэр; 13 сентября взял letter of marque Sophie; 13 сентября взял французский Aigle; 25 октября взял американский приватир Randolph; 27 октября взял американский приватир Surprise; ноябрь(?), коммандер Роберт Мюррей (англ. Robert Murray).
1783 — февраль-апрель, оснащение в Портсмуте; возвращен в строй в апреле, капитан Джордж Оукс (англ. George Oakes).

### Межвоенный период
1784 — март, выведен в резерв и рассчитан.
1786 — январь, капитальный ремонт и оснащение в Дептфорде по сентябрь 1787 года
1787 — возвращен в строй в августе, капитан сэр Ричард Стрэчен, командовал по 1791 год.
1789 — май, оснащение в Портсмуте; 29 августа ушел в Ост-Индию. 
1792 — капитан Эдвард Осборн (англ. Edward Osborn).

### Французские революционные войны

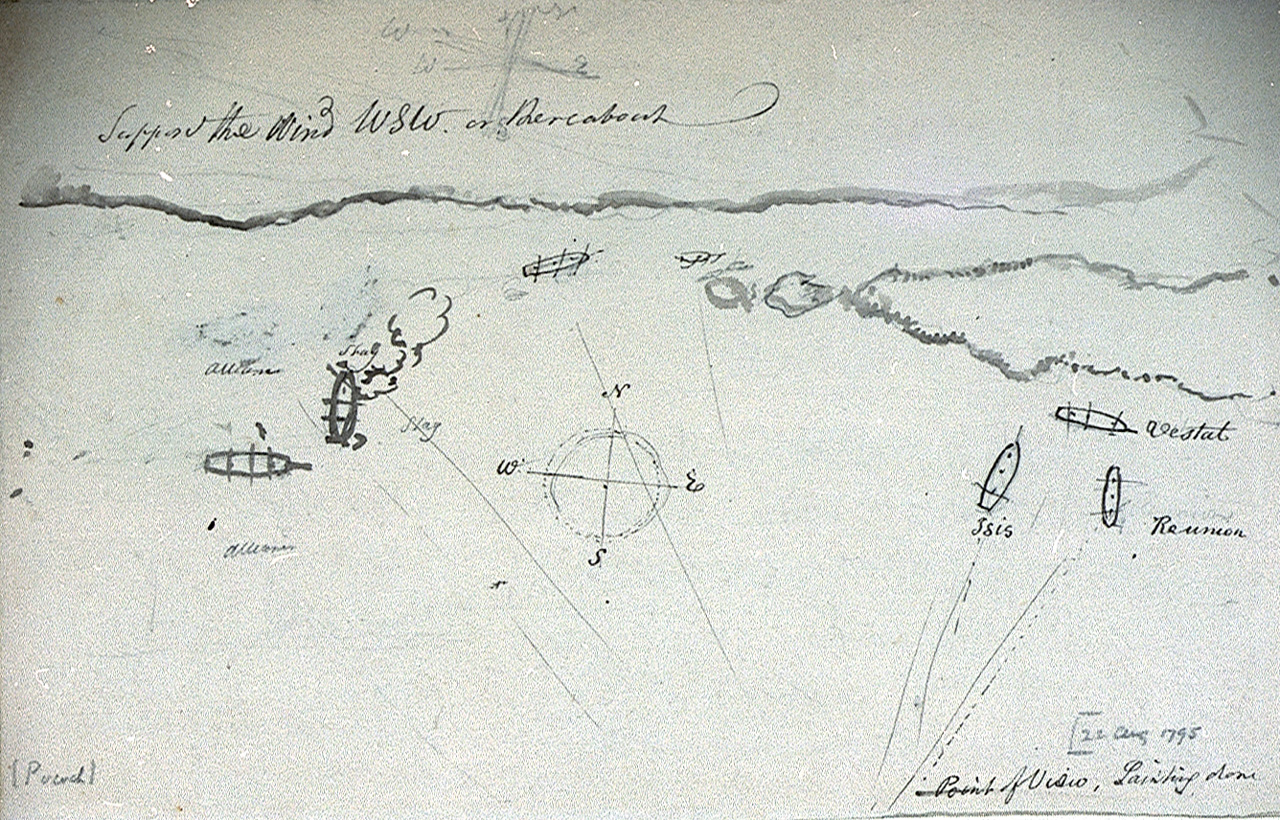
План боя у Эгерё, 22 августа 1795

1793 — февраль-май, малый ремонт в Вулвиче; возвращен в строй в июне, капитан Джон Макдугал (англ. John M'Dougall). 
1794 — октябрь, капитан Джеймс Ньюман (англ. James Newman).
1795 — август, капитан Чарльз Уайт (англ. Charles White), командовал по 1799 год; 22 августа у Эгерё (Норвегия) совместно с HMS Isis, HMS Stag и HMS Reunion взял голландский 36-пушечный фрегат Alliante.
1797 — временный капитан Роберт Плампин (англ. Robert Plampin); 10 апреля в Северном море взял 8-пушечный французский корсар Voltigeur; 31 мая взял 18-пушечный корсар Jalouse; 13 июня бежал от мятежа в Норе, был обстрелян мятежным HMS Monmouth.
1798 — май, участвовал в нападении Попхэма на Остенде.
1799 — декабрь, выведен в резерв и рассчитан.
1800 — январь-март, приспособлен под войсковой транспорт в Чатеме; возвращен в строй в феврале, коммандер Валентайн Коллард (англ. Valentine Collard); 25 апреля с войсками не борту вышел вместе с HMS Inflexible, HMS Stately, Wassenaer, Alkmaar, HMS Expedition, HMS Hebe, HMS Pallas, HMS Romulus, HMS Sensible, HMS Niger, HMS Resource и HMS Charon; капитаны имели запечатанные приказы.
1801 — действовал в Египте (вооруженный en flûte); ок. 5 июня у Бенгази взял 2 грузовых транспорта, из поспешно уходившей французской эскадры.
1802 — апрель, выведен в резерв и рассчитан; во время Амьенского мира в резерве в Вулвиче.

### Наполеоновские войны
1803 — сентябрь-октябрь, оснащение в Вулвиче для передачи взаймы Trinity House.
1804 — сентябрь, ремонт на верфи Joshua Young & William Wallis в Ротерхайт по февраль 1805 года. 
1805 — февраль-март, оснащение в Вулвиче; возвращен в строй, капитан Стивен Дигби (англ. Stephen Digby); 5 июня в Канале взял 14-пушечный корсар Prospero; 18 июля был в бою с конвоем Ван Хьюэля (нидерл. Van Huell).
1806 — июль, капитан Эдвардс Грэм (англ. Edwards Graham), командовал до 1809 года.
1807 — Северное море и Даунс.
1809 — 19 ноября в районе Ньюфаундленда взял 20-пушечный французский корсар, бриг Intrépide.
1810 — июль-сентябрь, переделан в войсковой транспорт в Портсмуте; возвращен в строй в июле, коммандер Джон Хьюстон (англ. John Houston).
1811 — коммандер Морис Беркли (англ. Maurice Berkeley); перешел в Лиссабон; ноябрь, коммандер (с июня 1814 капитан) Самуэль Декер (англ. Samuel Deckar), Подветренные острова.
1814 — июнь, флагман контр-адмирала Френсиса Лафоре́ (англ. Francis Laforey); превращен в плавучую тюрьму на Барбадосе (приказом Адмиралтейства от 7 апреля 1814 года).
1815 — июль, мастер Х. Кертис (англ. H. Curtis); август, выведен в резерв и рассчитан.
1816 — февраль, продан на Барбадосе.